# Megachile stellensis
Megachile stellensis är en biart som beskrevs av Pasteels 1965. Megachile stellensis ingår i släktet tapetserarbin, och familjen buksamlarbin. Inga underarter finns listade i Catalogue of Life.